# 색소체 탈취

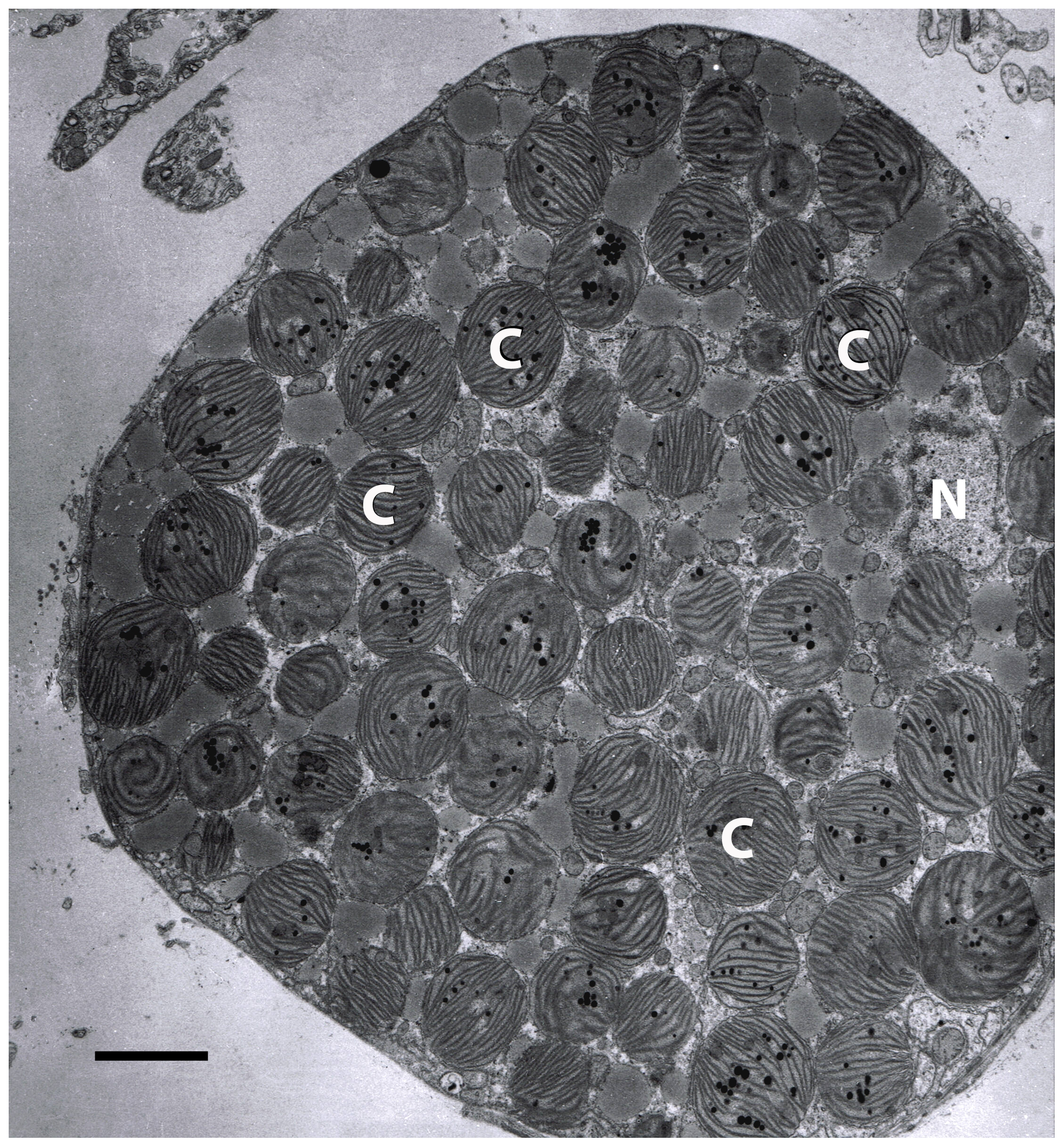
바다 달팽이 엘리시아 클로로티카의 소화관 세포로, 녹조류에서 가져온 엽록체로 가득 차 있다.
C = 엽록체,
N = 세포핵.
전자 현미경 사진: 스케일 바는 3 μm.

색소체 탈취(Kleptoplasty) 또는 색소체 절도는 공생 관계에서 숙주가 색소체, 특히 조류 (수생 생물)의 엽록체를 격리하는 과정이다. 이 단어는 그리스어로 도둑을 뜻하는 클렙테스(Kleptes, κλέπτης)에서 유래했다. 조류는 정상적으로 먹고 부분적으로 소화되지만, 색소체는 온전하게 남는다. 색소체는 숙주 내부에 유지되어 일시적으로 광합성을 계속하며 숙주에게 이익을 준다.

## 어원
색소체 탈취(kleptoplasty)라는 단어는 고대 그리스어로 κλέπτης (kléptēs)에서 유래했으며, '도둑'을 뜻하고, πλαστός (plastós)는 원래 형성되거나 주조된 것을 의미하며 생물학에서는 색소체를 의미하는 데 사용된다.

## 과정
색소체 탈취는 공생 관계에서 숙주가 색소체, 특히 조류 (수생 생물)의 엽록체를 격리하는 과정이다. 조류는 정상적으로 먹고 부분적으로 소화되지만, 색소체는 온전하게 남는다. 색소체는 숙주 내부에 유지되어 일시적으로 광합성을 계속하며 숙주에게 이익을 준다. 이 용어는 엽록체 공생을 설명하기 위해 1990년에 만들어졌다.

## 발생
색소체 탈취는 다양한 독립적인 진핵생물 분류군에서 획득되었는데, 특히 단세포 원생생물인 SAR 상군과 유글레나류 문, 그리고 일부 해양 무척추동물에서 발견된다.
| 리자리아 | 유공충                                                |
|          | 유공충                                                |
| 포낭류   | \| \| 와편모충류 \| \| \| \| \| \| 섬모충 \| \| \| \| |
|          | \| \| 와편모충류 \| \| \| \| \| \| 섬모충 \| \| \| \| |
|          | 와편모충류                                            |
|          |                                                       |
|          | 섬모충                                                |
|          |                                                       |

|  | 와편모충류 |
|  |            |
|  | 섬모충     |
|  |            |

| 유글레나류 | 라파자류 |
|            | 라파자류 |

| 편형동물 | 라브도코엘라                                              |
|          | 라브도코엘라                                              |
| 복족류   | \| \| 낭설류 \| \| \| \| \| \| 갯민숭달팽이류 \| \| \| \| |
|          | \| \| 낭설류 \| \| \| \| \| \| 갯민숭달팽이류 \| \| \| \| |
|          | 낭설류                                                    |
|          |                                                           |
|          | 갯민숭달팽이류                                            |
|          |                                                           |

|  | 낭설류         |
|  |                |
|  | 갯민숭달팽이류 |
|  |                |

| 편형동물 | 라브도코엘라                                              |
|          | 라브도코엘라                                              |
| 복족류   | \| \| 낭설류 \| \| \| \| \| \| 갯민숭달팽이류 \| \| \| \| |
|          | \| \| 낭설류 \| \| \| \| \| \| 갯민숭달팽이류 \| \| \| \| |
|          | 낭설류                                                    |
|          |                                                           |
|          | 갯민숭달팽이류                                            |
|          |                                                           |

|  | 낭설류         |
|  |                |
|  | 갯민숭달팽이류 |
|  |                |

| 편형동물 | 라브도코엘라                                              |
|          | 라브도코엘라                                              |
| 복족류   | \| \| 낭설류 \| \| \| \| \| \| 갯민숭달팽이류 \| \| \| \| |
|          | \| \| 낭설류 \| \| \| \| \| \| 갯민숭달팽이류 \| \| \| \| |
|          | 낭설류                                                    |
|          |                                                           |
|          | 갯민숭달팽이류                                            |
|          |                                                           |

|  | 낭설류         |
|  |                |
|  | 갯민숭달팽이류 |
|  |                |

| 편형동물 | 라브도코엘라                                              |
|          | 라브도코엘라                                              |
| 복족류   | \| \| 낭설류 \| \| \| \| \| \| 갯민숭달팽이류 \| \| \| \| |
|          | \| \| 낭설류 \| \| \| \| \| \| 갯민숭달팽이류 \| \| \| \| |
|          | 낭설류                                                    |
|          |                                                           |
|          | 갯민숭달팽이류                                            |
|          |                                                           |

|  | 낭설류         |
|  |                |
|  | 갯민숭달팽이류 |
|  |                |

| 리자리아 | 유공충                                                |
|          | 유공충                                                |
| 포낭류   | \| \| 와편모충류 \| \| \| \| \| \| 섬모충 \| \| \| \| |
|          | \| \| 와편모충류 \| \| \| \| \| \| 섬모충 \| \| \| \| |
|          | 와편모충류                                            |
|          |                                                       |
|          | 섬모충                                                |
|          |                                                       |

|  | 와편모충류 |
|  |            |
|  | 섬모충     |
|  |            |

| 유글레나류 | 라파자류 |
|            | 라파자류 |

| 편형동물 | 라브도코엘라                                              |
|          | 라브도코엘라                                              |
| 복족류   | \| \| 낭설류 \| \| \| \| \| \| 갯민숭달팽이류 \| \| \| \| |
|          | \| \| 낭설류 \| \| \| \| \| \| 갯민숭달팽이류 \| \| \| \| |
|          | 낭설류                                                    |
|          |                                                           |
|          | 갯민숭달팽이류                                            |
|          |                                                           |

|  | 낭설류         |
|  |                |
|  | 갯민숭달팽이류 |
|  |                |

| 편형동물 | 라브도코엘라                                              |
|          | 라브도코엘라                                              |
| 복족류   | \| \| 낭설류 \| \| \| \| \| \| 갯민숭달팽이류 \| \| \| \| |
|          | \| \| 낭설류 \| \| \| \| \| \| 갯민숭달팽이류 \| \| \| \| |
|          | 낭설류                                                    |
|          |                                                           |
|          | 갯민숭달팽이류                                            |
|          |                                                           |

|  | 낭설류         |
|  |                |
|  | 갯민숭달팽이류 |
|  |                |

| 편형동물 | 라브도코엘라                                              |
|          | 라브도코엘라                                              |
| 복족류   | \| \| 낭설류 \| \| \| \| \| \| 갯민숭달팽이류 \| \| \| \| |
|          | \| \| 낭설류 \| \| \| \| \| \| 갯민숭달팽이류 \| \| \| \| |
|          | 낭설류                                                    |
|          |                                                           |
|          | 갯민숭달팽이류                                            |
|          |                                                           |

|  | 낭설류         |
|  |                |
|  | 갯민숭달팽이류 |
|  |                |

| 편형동물 | 라브도코엘라                                              |
|          | 라브도코엘라                                              |
| 복족류   | \| \| 낭설류 \| \| \| \| \| \| 갯민숭달팽이류 \| \| \| \| |
|          | \| \| 낭설류 \| \| \| \| \| \| 갯민숭달팽이류 \| \| \| \| |
|          | 낭설류                                                    |
|          |                                                           |
|          | 갯민숭달팽이류                                            |
|          |                                                           |

|  | 낭설류         |
|  |                |
|  | 갯민숭달팽이류 |
|  |                |

### 원생생물에서

#### 유공충
유공충 속인 Bulimina, Elphidium, Haynesina, Nonion, Nonionella, Nonionellina, Reophax, Stainforthia의 일부 종은 돌말류의 엽록체를 격리한다.

#### 와편모충류
일시적 색소체의 안정성은 색소체 유지 종에 따라 상당히 다양하다. 와편모충류인 짐노디니움 종과 Pfiesteria piscicida에서 색소체 탈취된 색소체는 며칠 동안만 광합성 활동을 하지만, 디노피시스 종에서 은편모조류로부터 가져온 색소체는 2개월 동안 안정적으로 유지될 수 있다. 다른 와편모충류에서는 색소체 탈취가 기능적 유연성을 허용하는 메커니즘을 나타내거나, 혹은 엽록체를 영구적으로 획득하는 초기 진화 단계를 나타내는 것으로 가설화되었다.

#### 섬모충류

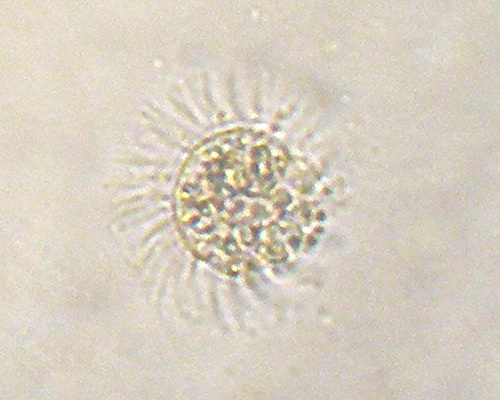
Mesodinium rubrum

Mesodinium rubrum은 은편모조류인 Geminigera cryophila에서 엽록체를 훔치는 섬모충류이다. M. rubrum은 엽록체를 포식자인 디노피시스 속의 와편모충 플랑크톤에게 전달함으로써 추가적인 내부 공생에 참여한다.
카리오클렙티(Karyoklepty)는 포식된 세포의 핵도 숙주가 유지하는 관련 과정이다. 이는 2007년 M. rubrum에서 처음으로 기술되었다.

#### 유글레나류
유글레나류 내에서 색소체 탈취의 첫 번째이자 유일한 경우는 Rapaza viridis 종에 해당하며, 이는 유글레나조류의 가장 초기에 분기된 계통이다. 이 미생물은 엽록체를 추출하기 위해 섭취하는 특정 테트라셀미스 미세 조류의 지속적인 공급이 필요하다. 추출된 색소체는 점진적으로 나머지 유글레나조류의 영구 엽록체와 유사하게 변형된다. 라파자 비리디스의 세포는 이러한 색소체를 가지고 최대 35일까지 생존할 수 있다.
색소체 탈취는 유글레나조류 공통 조상의 영양 섭취 방식으로 간주된다. 색소체 탈취가 영구 엽록체의 정착을 가능하게 한 다양한 수평적 유전자 이동 사건을 허용했다는 가설이 있다.

### 동물에서

#### 라브도코엘 편형동물
두 종의 라브도코엘 해양 편형동물, Baicalellia solaris와 Pogaina paranygulgus는 색소체 탈취를 이용한다. 이 그룹은 이전에 조류 내부 공생체를 가진 것으로 분류되었지만, 내부 공생체에 핵이 없다는 것이 이미 발견되었다.
돌말류를 섭취하는 동안 B. solaris와 P. paranygulus는 아직 밝혀지지 않은 과정으로 먹이로부터 색소체를 추출하여 표피 아래에 통합하고, 돌말류의 나머지 부분은 분리하여 소화시킨다. B. solaris에서 추출된 색소체(kleptoplast)는 약 7일간의 짧은 기간 동안 기능적 광합성을 계속 보여준다. 두 그룹은 자매 분류군이 아니며, 이 특성이 더 가까운 관련 그룹 간에 공유되지 않으므로, 색소체 탈취가 두 분류군 내에서 독립적으로 진화했다는 증거가 있다.

#### 바다 달팽이 (복족류)

##### 낭설류

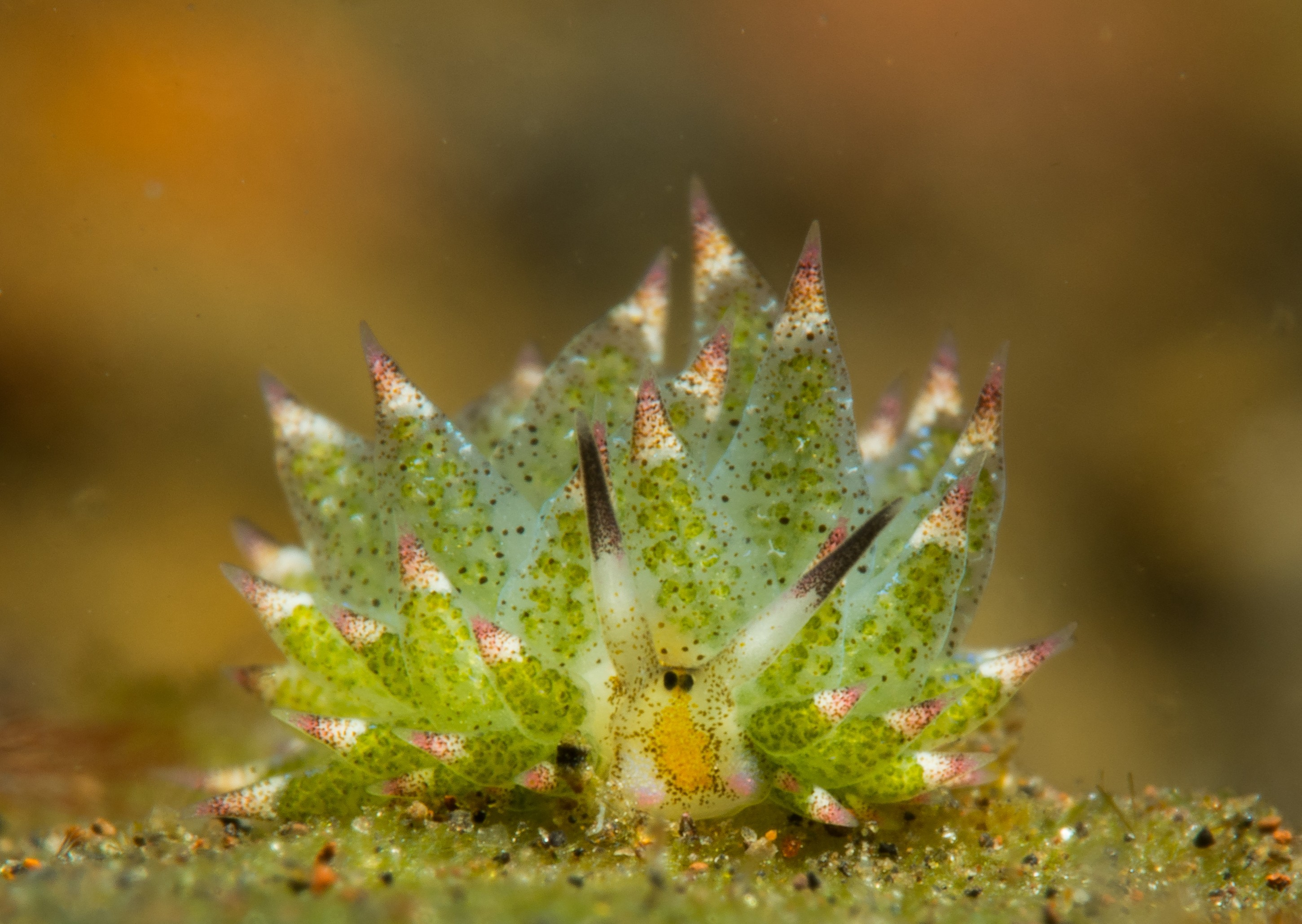
코스타시엘라 쿠로시마에, 색소체 탈취를 이용하여 몸에 복잡한 패턴을 만드는 낭설류 바다 달팽이

바다 달팽이 중 낭설류는 색소체 탈취를 한다. 여러 종류의 낭설류 바다 달팽이는 조류 먹이에서 온전하고 기능적인 엽록체를 포획하여 연체동물의 소화 소화선을 덮고 있는 특수 세포 내에 보관한다. 가장 오래 알려진 색소체 탈취 공생은 최대 10개월 동안 지속될 수 있으며, 엘리시아 클로로티카에서 발견된다. 이 종은 조류인 Vaucheria litorea를 먹으면서 엽록체를 획득하고 소화관을 덮고 있는 세포에 엽록체를 저장한다. 어린 바다 달팽이는 조류 세포를 먹고 세포 내용물을 빨아들여 엽록체를 제외한 모든 것을 버릴 때 색소체 탈취 내부 공생을 시작한다. 엽록체는 소화 세포에 의해 식작용되어 넓게 분지된 소화관을 채우고 숙주에게 광합성 산물을 제공한다. 그러나 훔친 색소체가 광합성 산물을 활발히 분비하는지, 아니면 달팽이가 천천히 분해되는 색소체로부터 간접적으로 이익을 얻는지는 해결되지 않았다.
이러한 특이한 능력 때문에 낭설류는 때때로 "태양광 바다 달팽이"라고 불리기도 하지만, 분석된 일부 종의 생존에 대한 광합성의 실제 이점은 기껏해야 미미한 수준으로 보인다. 연구 결과에 따르면 포획된 엽록체로부터 얻은 광합성 산물이 Elysia viridis의 성장에 영향을 미칠 수 있음이 밝혀졌다. 낭설류가 먹이 없이 얼마나 오래 살 수 있는지는 훔친 색소체의 광합성 활동에 달려 있는 것이 아니라, 해당 낭설류 종이 기아를 관리하는 능력에 달려 있는 것으로 보인다.
온도 변화는 낭설류의 색소체 탈취 능력에 부정적인 영향을 미치는 것으로 나타났다. 광합성 효율과 색소체 탈취량은 온도가 감소함에 따라 감소하는 경향을 보인다. 그러나 이러한 변화의 패턴과 속도는 다른 종류의 바다 달팽이마다 다르다.

##### 갯민숭달팽이류
또 다른 바다 달팽이 그룹인 갯민숭달팽이 중 일부 종, 예를 들어 Pteraeolidia ianthina는 소화관 내에 살아있는 공생 주산텔라를 전체적으로 격리하며, 따라서 비슷하게 "태양광 동력"이다.

## 같이 보기
- 수평적 유전자 이동